# FZ de Perseu
FZ de Perseu (FZ Persei) és un estel variable a la constel·lació de Perseu. De magnitud aparent mitjana +7,96, és membre del cúmul obert NGC 884, el que està més a l'est del cúmul doble de Perseu. Pot estar a uns 1.690 parsecs (5.510 anys llum) del sistema solar, si bé un altre estudi apunta una distància major de 1.905 parsecs (6.215 anys llum.

## Característiques físiques
FZ de Perseu és una supergegant vermella de tipus espectral M0I —catalogada també com MIab— amb una temperatura efectiva de 3.920 K. És una estrella supergegant de gran grandària, amb un diàmetre 325 vegades més gran que el diàmetre solar. Això implica que el seu radi equival a 1,5 ua, per la qual cosa si es trobaras al lloc del Sol, les òrbites dels primers tres planetes —la Terra inclosa— quedarien englobades a l'interior de l'estel. La seva grandària, comparable a la de R Leonis o R Doradus, és, no obstant això, la meitat del de la brillant Antares (α Scorpii). Amb una massa d'aproximadament 12 masses solars, s'estima que la seva pèrdua de massa estel·lar —en forma de pols, ja que el gas atòmic i molecular no ha pogut ser avaluat— és de 0,7 × 10-9 masses solars per any.

## Composició química
Adoptant el valor de [Fe/H] = -0,35 com a índex de metal·licitat de FZ Persei —que es considera uniforme per a tot el cúmul—, s'ha observat un substancial excés de sodi, també comú en altres supergegant d'NGC 884. Aquest excés pot provenir de processos interns, com la captura protònica en 22Ne, o d'un enriquiment del cúmul anterior a la formació d'FZ Persei.
El contingut de liti, per contra, és molt variable en les diferents supergegants del cúmul, sent el valor de [Li/Fe] per FZ Persei igual a -0,70.

## Variabilitat
Catalogada com a variable semiregular SRC, la lluentor de FZ de Perseu varia entre magnitud +9,80 i +10,70 en banda B. S'han detectat dos períodes, un de 368 ± 13 dies i un altre de 184 dies.